# José Cutrale Júnior
José Cutrale Júnior (Araraquara, 1926 – Araraquara, 29 de dezembro de 2004) foi um empresário brasileiro, fundador do grupo Cutrale, uma das maiores empresas do mundo em produção e beneficiamento de cítricos, responsável por 25% do mercado mundial de suco concentrado, instalada em Araraquara desde a década de 1960.
Seu pai, o imigrante siciliano Giuseppe Cutrale, já era um vendedor de cítricos antes de seu nascimento, trouxe para o Brasil a tradição da família de comércio de laranjas. O pai dele mantinha uma banca no Mercado Municipal de São Paulo. Mais tarde, em 1952, adquiriu a primeira fazenda. Em 1967, arrematou a Suconasa, pioneira na fabricação de suco de laranja, em Araraquara, formando a partir daí a fortuna da família.

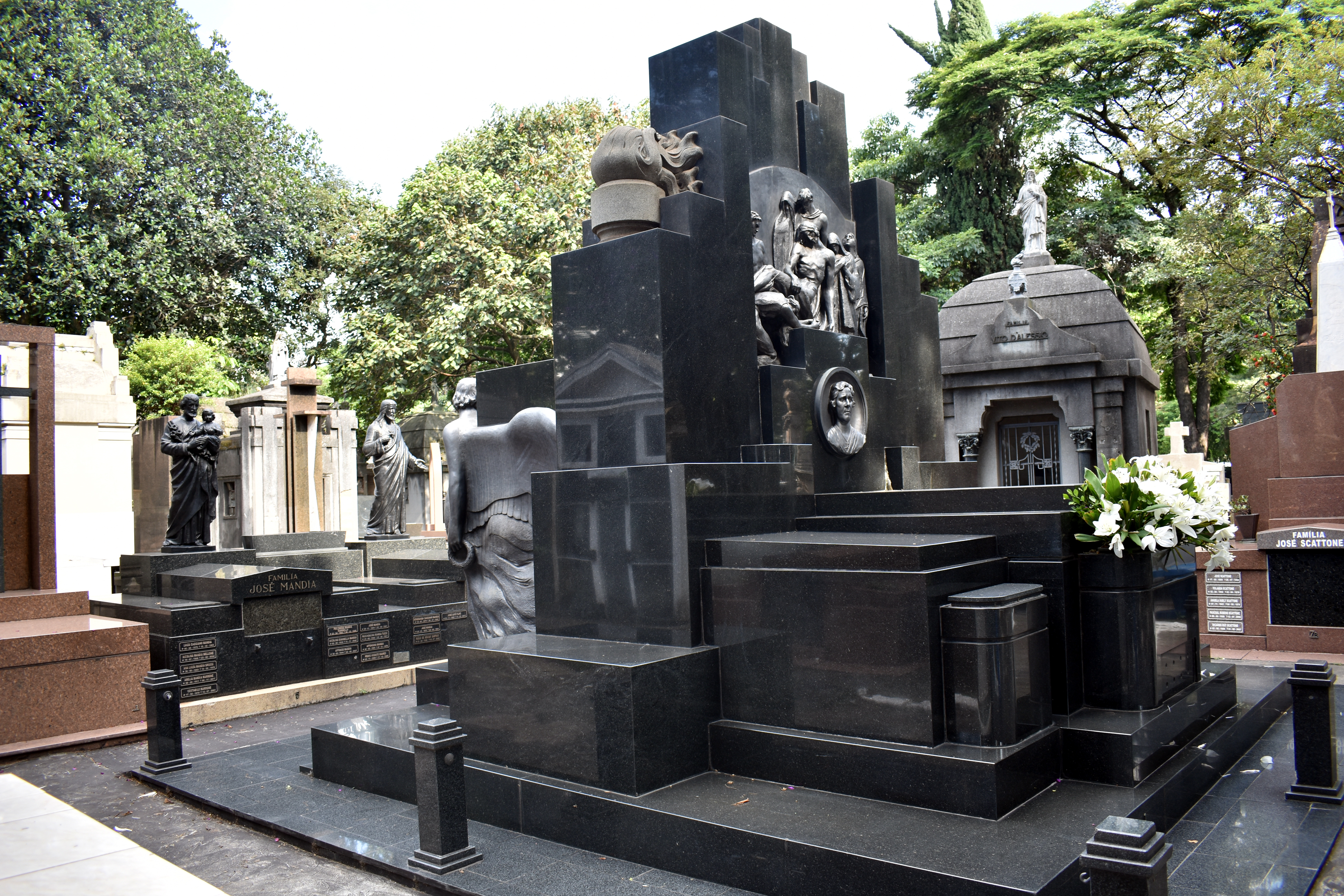
Mausoléu da Família José Cutrale Júnior, Cemitério do Araçá

José Cutrale Júnior  foi vítima de um acidente vascular cerebral (AVC) causado por leucemia em dezembro de 2004, deixando seu filho único José Luis Cutrale à frente da empresa e da fortuna da família.